# Les Enfants du Monde (Paris)
Les Enfants du Monde est une œuvre du sculpteur français Rachid Khimoune, située à Paris, en France. Installée dans le parc de Bercy depuis 2001, il s'agit d'un ensemble de 21 sculptures représentant des enfants de 21 pays différents.
2 autres séries sont implantées de façon pérenne à l'étranger ; l'une est à l'Université Américaine d'Abu Dhabi depuis 2009. L'autre se trouve sur le site de l'Exposition Universelle de Shanghai depuis 2010.

## Description
L'œuvre prend la forme d'un ensemble de 21 sculptures en bronze représentant chacune un enfant d'une culture spécifique. Elles sont réalisées à partir d'empreintes de rues (pavés, plaques, etc.) provenant de villes de ces cultures respectives.
Chaque sculpture est placée sur un petit piédestal de béton, lequel possède une plaque indiquant le nom de l'œuvre et de l'artiste, la date d'installation, ainsi que la culture représentée et le prénom attribuée à chaque sculpture.

## Localisation
L'œuvre est installée dans le parc de Bercy, dans le 12e arrondissement de Paris. Elle est placée sur la terrasse qui domine la Seine et le reste du parc, de part et d'autre de l'accès à la passerelle Simone-de-Beauvoir.
Chaque sculpture est réalisée en deux exemplaires. En plus de ceux exposés à Paris, chaque double est installé dans le pays qu'il représente.

## Historique
Rachid Khimoune a réalisé plusieurs versions des Enfants du Monde, au Blanc-Mesnil en 1985, à Neuchâtel en 1993, à l'Université Américaine d'Abu Dhabi en 2009 et à Shanghai sur le site de l'Exposition Universelle en 2010. La version parisienne date de 2001.

## Artiste
Rachid Khimoune (né en 1953) est un sculpteur français.